# Ліхтенштейн на зимових Олімпійських іграх 2022
Ліхтенштейн взяв участь у зимових Олімпійських іграх 2022, що тривали з 4 до 20 лютого в Пекіні (Китай).
Збірна Ліхтенштейну складалася з двох спортсменів (по одному кожної статі), що змагались у двох видах спорту.. Президент Олімпійського комітету Ліхтенштейну Штефан Марксер ніс прапор країни на церемонії відкриття, бо обидва спортсмени зосередились були на приготуванні до змагань. А на церемонії закриття прапор ніс волонтер.

## Спортсмени
Кількість спортсменів, що взяли участь в Іграх, за видами спорту.
| Вид спорту          | Чоловіки | Жінки | Загалом |
| ------------------- | -------- | ----- | ------- |
| Гірськолижний спорт | 1        | 0     | 1       |
| Лижні перегони      | 0        | 1     | 1       |
| Загалом             | 1        | 1     | 2       |

## Гірськолижний спорт
Від Ліхтенштейну на Ігри кваліфікувалися один гірськолижник і дві гірськолижниці, але вирішено було скористатися лише з квотного місця для чоловіка.
| Спортсмен      | Дисципліна                  | 1-й спуск | 1-й спуск | 2-й спуск | 2-й спуск | Сума    | Сума  |
| Спортсмен      | Дисципліна                  | Час       | Місце     | Час       | Місце     | Час     | Місце |
| -------------- | --------------------------- | --------- | --------- | --------- | --------- | ------- | ----- |
| Марко Пфіффнер | Комбінація (чоловіки)       | 1:45.11   | 13        | 51.29     | 9         | 2:36.40 | 11    |
| Марко Пфіффнер | Швидкісний спуск (чоловіки) | Н/Д       | Н/Д       | Н/Д       | Н/Д       | 1:45:79 | 28    |
| Марко Пфіффнер | Супергігант (чоловіки)      | Н/Д       | Н/Д       | Н/Д       | Н/Д       | 1:23:66 | 28    |

## Лижні перегони
Від Ліхтенштейну на Ігри кваліфікувалася одна лижниця, що відповідала базовому кваліфікаційному критерію.
Дистанційні перегони
| Спортсменка  | Дисципліна                     | Класичний стиль | Класичний стиль | Вільний стиль | Вільний стиль | Фінал   | Фінал       | Фінал |
| Спортсменка  | Дисципліна                     | Час             | Місце           | Час           | Місце         | Час     | Відставання | Місце |
| ------------ | ------------------------------ | --------------- | --------------- | ------------- | ------------- | ------- | ----------- | ----- |
| Ніна Ріденер | 10 км класичним стилем (жінки) | Н/Д             | 33:49.0         | +5:42.7       | 69            |         |             |       |
| Ніна Ріденер | 15 км скіатлон (жінки)         | 27:02.0         | 54              | 25:15.9       | 57            | 52:55.1 | +8:41.4     | 57    |